# Кулешов, Владимир Александрович
Владимир Александрович Кулешов (род. 18 мая 1986, Фрунзе) — российский футболист.

## Биография
Воспитанник московского «Спартака». Начинал карьеру в дубле ярославского «Шинника». За основной состав провел только одну игру в рамках Кубка России. С 2006 по 2009 год выступал в Высшей лиге Латвии за «Динабург», провел 1 матч в Кубке Интертото и 4 матча в Лиге Европы.
В 2010 году вернулся в Россию и вместе с «Газовиком» пробился в ФНЛ. Позднее он проделал этот путь с «Тюмень». В ФНЛ также выступал за «Химки» и «Байкал».
В 2016 году играл в чемпионате Крыма за ялтинский «Рубин». В конце лета перешёл в клуб Второго дивизиона «Волга» (Тверь).
За карьеру играл на всех полевых позициях: в защите, в средней линии и в атаке.

## Достижения
- Победитель Второй дивизиона зоны «Урал-Поволжье» (2): 2010, 2013/2014.